# 洛諾克 (加利福尼亞州)
洛諾克（英語：Lonoak）是位於美國加利福尼亞州蒙特雷縣的一個非建制地區。該地的面積和人口皆未知。

## 地理
洛諾克的座標為36°16′39″N 120°56′35″W / 36.27750°N 120.94306°W，而該地的平均海拔高度為269米（即883英尺）。